# Землетрясение в Бутане (2009)
Землетрясение в Бутане магнитудой 6,1 произошло в 14:53 по местному времени (08:53 UTC) 21 сентября 2009 года в восточной части Бутана. Эпицентр находился в 180 км к востоку от столицы Тхимпху в округе Монгар. Однако толчки ощущались также в Бангладеш и Индии, в частности были разрушены здания в городе Гувахати, штат Ассам. Толчки доходили аж до Тибета.
Согласно сообщениям, погибло 11 человек, семеро из них в Бутане и четыре в Индии. Сначала погибших было 10 человек, ещё один скончался ночью. По меньшей мере 15 человек получили ранения. Большинство людей в Бутане погибли под обломками рухнувших домов. Погибшие индийцы строили дорогу, когда она обвалилась.
В результате землетрясения тысячи людей оказались без крыши над головой. Многие дети оказались под завалами рухнувших домов. Дороги были заблокированы, но их довольно быстро расчистили. Монастыри также были повреждены. Люди, чтобы спасти свои жизни, покидали дома.
От землетрясения пострадал знаменитый монастырь Драмеце-гомпа, находившийся недалеко от эпицентра. Монастырь обрушился, а монахи вынуждены были покинуть монастырь и организовывать временный лагерь.

## Повторные толчки
Было, по крайней мере, семь подземных толчков.
Толчки магнитудой 5,7 были зафиксированы и на следующий день в Мьянме и на северо-востоке Индии в штатах Ассам, Аруначал-Прадеш, Нагаленд и Манипур.

## Реакция
Премьер-министр Бутана Джигме Тинлей назвал землетрясение «одной из крупнейших катастроф последнего времени». Он также сказал, что продолжительность толчков (95 секунд) «была очень большая». Он и министр внутренних дел посетили пострадавший район.